# CPLEX
IBM ILOG CPLEX Optimization Studio (spesso abbreviato informalmente con CPLEX) è un programma di ottimizzazione.  Nel 2004, lo sviluppo di CPLEX è stato insignito del primo INFORMS Impact Prize.
CPLEX prende il nome dal metodo del simplesso (simplex method) implementato in linguaggio C, anche se oggi comprende algoritmi addizionali nel campo della programmazione matematica ed offre interfacce verso altri ambienti/linguaggi, oltre al C.  Originariamente sviluppato da Robert E. Bixby, è stato commercializzato a partire dal 1988 dalla CPLEX Optimization Inc., acquisita da ILOG nel 1997; ILOG è stata a sua volta acquisita dall IBM nel gennaio 2009.  CPLEX è attivamente mantenuto e sviluppato in IBM.
IBM ILOG CPLEX Optimizer risolve problemi di programmazione lineare intera, problemi di programmazione lineare anche di notevoli dimensioni, utilizzando le varianti primale o duale del metodo del simplesso o metodi di punto interno; risolve inoltre problemi di programmazione quadratica convessa, e problemi con vincoli quadratici convessi, utilizzando tecniche di Second-order cone programming (SOCP).
L'Ottimizzatore CPLEX ha un layer di nome Concert, che fornisce l'interfaccia verso il C++, il C#, e Java.  Esiste anche una interfaccia verso Python basata sull'interfaccia C. Inoltre, sono stati sviluppati connettori verso Microsoft Excel e MATLAB.  Infine esiste un eseguibile interattivo "stand-alone" utile per il debugging ed il "performance tuning" dei modelli di ottimizzazione.
CPLEX è utilizzabile tramite software di modellazione indipendenti quali AIMMS, AMPL, GAMS, MPL, Archiviato il 24 novembre 2020 in Internet Archive., OptimJ e TOMLAB.
Il pacchetto "IBM ILOG CPLEX Optimization Studio" è costituito da: l'ottimizzatore matematico CPLEX, l'Ottimizzatore per il constraint programming IBM ILOG CPLEX, Il linguaggio di programmazione OPL (Optimization Programming Language) ed un ambiente di sviluppo integrato.